# براندون تي جاكسون
براندون تي جاكسون (بالإنجليزية: Brandon T. Jackson)‏ مواليد 7 مارس 1984 في ديترويت، هو ممثل أمريكي بدأ مسيرته الفنية عام 1999.

## الأعمال
- مشروع زيتا
- علي
- 8 أميال
- الرعد الاستوائي
- اليوم الذي تبقى فيه الأرض صامدة
- السرعة والغضب
- بيرسي جاكسون والأوليمبونس: لص البرق
- بحر من الوحوش

## وصلات خارجية
- براندون تي جاكسون على موقع IMDb (الإنجليزية)
- براندون تي جاكسون على موقع ألو سيني (الفرنسية)
- براندون تي جاكسون على موقع ميوزك برينز (الإنجليزية)
- براندون تي جاكسون على موقع أول موفي (الإنجليزية)
- براندون تي جاكسون على موقع بوكس أوفيس موجو (الإنجليزية)
- براندون تي جاكسون على موقع قاعدة بيانات الأفلام السويدية (السويدية)
- براندون تي جاكسون على موقع ديسكوغز (الإنجليزية)
- براندون تي جاكسون على موقع قاعدة بيانات الفيلم (الإنجليزية)
- براندون تي جاكسون على موقع كينوبويسك (الروسية)